# 施瓦茨山 (斯圖拜阿爾卑斯山脈)
47°8′9″N 11°13′38″E / 47.13583°N 11.22722°E

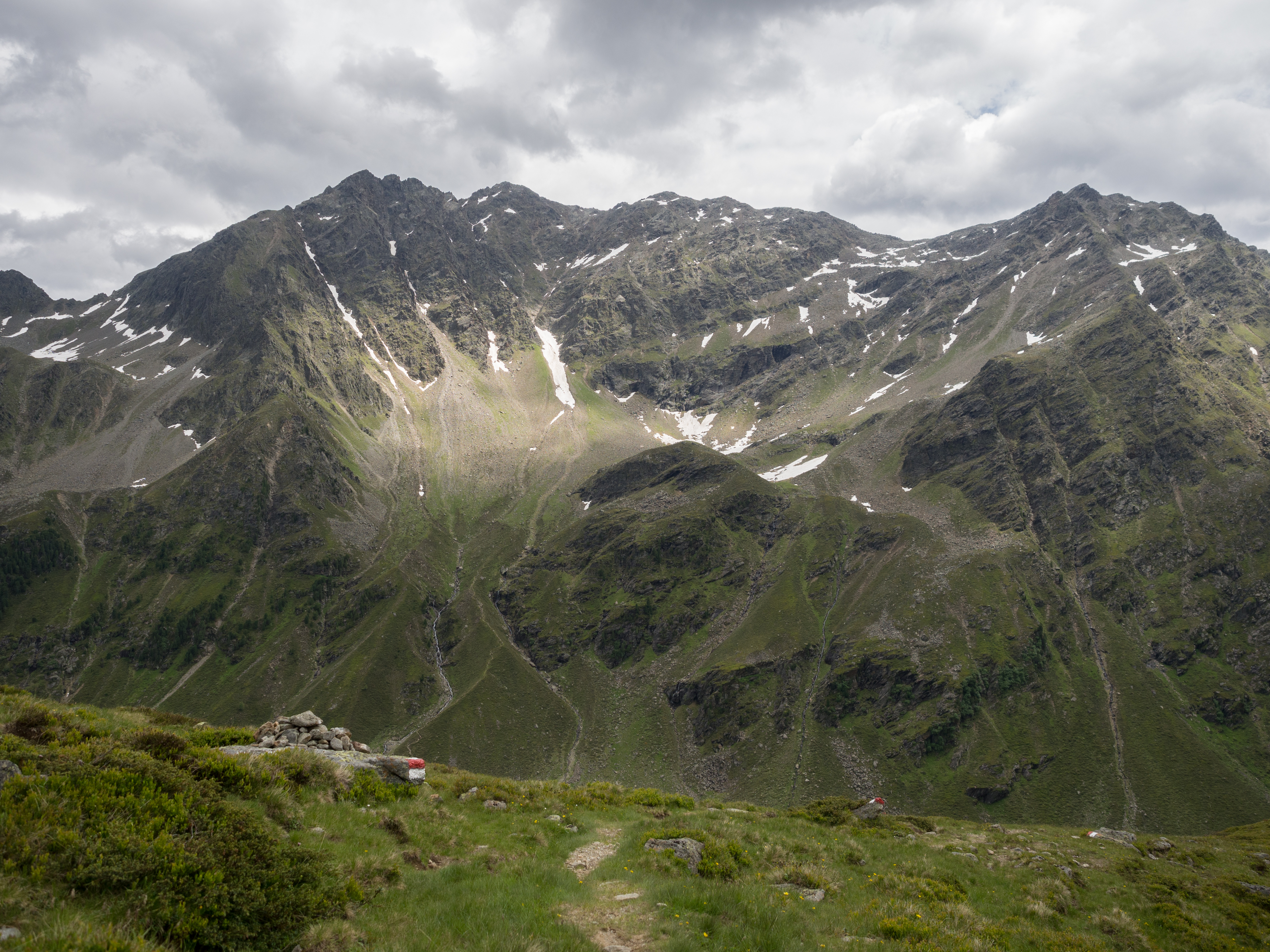

施瓦茨山（德語：Schwarzhorn），是奧地利的山峰，位於該國西部，由蒂羅爾州負責管轄，屬於斯圖拜阿爾卑斯山脈的一部分，距離羅特科格爾山4.3公里，海拔高度2,812米，每年平均降雨量1,666毫米。